# Indigovingad papegoja
Indigovingad papegoja (Hapalopsittaca fuertesi) är en akut utrotningshotad papegojfågel som enbart förekommer i Colombia.

## Utseende och läte
Indigovingad papegoja är en kraftig, huvudsakligen grön papegoja med en kroppslängd på 24 centimeter. På huvudet syns gult på panna och i ansikte, blått på huvudets baksida samt ett orangerött band där fram. Ovansidan är grön med röd skuldra, vissa med inslag av blått i armtäckarna och mörkblå handpennor. Bröstet är olivgult och på den i övrigt gröna undersidan syns en variabel röd bukfläck. Stjärten är röd med violett spets. Fågeln yttrar ett tvåstavigt måslikt läte.

## Utbredning och systematik
Fågeln förekommer i centrala Anderna i Colombia. Den behandlas som monotypisk, det vill säga att den inte delas in i några underarter.

## Status
Indigovingad papegoja är en mycket fåtalig fågel med en världspopulation som uppskattas bestå av 230 till 300 vuxna individer. Beståndet tros dock vara i stigande. Internationella naturvårdsunionen IUCN kategoriserar arten som starkt hotad.

## Namn
Fågelns vetenskapliga artnamn hedrar Louis Agassiz Fuertes (1874-1927), amerikansk fågelkonstnär, upptäcktsresande och samlare av specimen.